# Исохристы
Исо́христы (греч. ίσόχρισται от греч. ἴσος — «равный, одинаковый, такой же» + греч. Χριστός — «Христос») — название малоизвестной секты, существовавшей в VI веке и осуждённой Вторым Константинопольским собором (553).
Эту секту основали отколовшиеся от Великой Лавры святого Саввы монахи под предводительством оригениста Нонна.
Исохристы учили, что апостолы равны Иисусу Христу (отсюда название секты — ϊσος Χρίστω) и что при апокатастасисе все восстанут в одинаковом состоянии равном Христу.